# Fassuta
Fassuta (in arabo فسوطة‎?; in ebraico פסוטה‎?) è un consiglio locale situato nel distretto Settentrionale, in Israele, in Galilea, poco più a sud della frontiera con il Libano e alle pendici del monte Meron. Costituisce un insediamento arabo palestinese, la cui popolazione è costituita da arabi palestinesi cristiani di confessione greco-cattolica melchita.

## Geografia fisica
Situata alle pendici del monte Meron, Fassuta si erge a 650 m sul livello del mare. Nella località di Fassuta sono presenti tre tell. La coltivazione degli ulivi costituisce una delle principali attività agricole.

## Storia
Vari scavi archeologici rivelarono insediamenti nell'area di Fassuta risalenti all'età del bronzo, all'età del ferro e al periodo ellenistico e poi al periodo romano, bizantino, islamico, crociato e mamelucco. Il epoca antica, tra il 70 e il 425, fu sito nella località il villaggio ebraico di Mafsheta, con annessa una sinagoga, mentre in epoca crociata vi sorse l'insediamento di Fassove.
Il villaggio venne citato nel 1868 da Victor Guérin, che riportò una popolazione costituita da venti famiglie cristiane greco-cattoliche melchite, numerose cisterne e rovine, e nel 1881 nel Survey of Western Palestine del Palestine Exploration Fund, il quale indicò una popolazione di duecento cristiani, la presenza di due cisterne e coltivazioni di fichi e ulivi. Il censimento del 1922 condotto dalle autorità del mandato britannico identificò 459 abitanti, dei quali 425 cristiani greco-cattolici melchiti, 18 cristiani siro-ortodossi, un cristiano greco-ortodosso e 15 musulmani; il censimento del 1931 identificò 507 abitanti cristiani e 81 musulmani; il censimento del 1945 identificò 1050 abitanti.
Fassuta venne catturata dagli israeliani nell'ottobre 1948 nell'ambito dell'Operazione Hiram; i musulmani evacuarono la località, mentre i cristiani decisero di rimanere. Le forze di difesa israeliane proposero al governo un piano per espellere la popolazione, accantonato nel 1949 sotto obiezione del ministero degli affari esteri per timore di una reazione internazionale. Similmente agli altri insediamenti arabi in Israele, Fassuta fu sottoposta alla legge marziale fino al 1966.

## Società
La quasi totalità della popolazione è costituita da arabi palestinesi di religione cristiana greco-cattolica melchita. Le famiglie principali di Fassuta sono i Khoury, gli Assy, i Dakwar, gli Ayoub, gli Ashkar e i Kahwaji. Alcune famiglie sono originarie del Libano e di al-Mansura. La maggior parte dei membri della comunità è molto legata alla chiesa e si considera religiosa. La chiesa locale è dedicata al profeta Elia e la piazza principale ospita una sua statua. A Fassuta sono attivi un'associazione culturale e un gruppo scout cattolico, che raccoglie la gran parte dei giovani. Sono poi presenti una scuola elementare, un ufficio postale e varie cliniche. Particolarmente vissuto a Fassuta è il periodo natalizio: nel paese sorge uno degli alberi di Natale più alti della regione e il locale mercatino di Natale attira ogni anno decine di migliaia di visitatori.
Fassuta rappresenta una delle località arabe più benestanti in Israele, fatto dovuto agli alti livelli di istruzione degli abitanti. La località ha dato i natali a importanti figure della letteratura e della politica palestinese, tra le quali Anton Shammas, Sabri Jiryis, Habib Kahwaji e Nidaa Khoury.